# Graanstokerij De Jans
Graanstokerij De Jans was een graanstokerij in de Belgische stad Kortrijk.

## Producten
De Jans ontving uit handen van de Vlaamse gemeenschap in 2006 de cultuurprijs in de categorie "smaak". De Graanstokerij behoort tot wat men de "warme" stokers zou kunnen noemen, naar analogie van de warme bakkers. Dit betekent dat het volledige stookproces in eigen huis plaatsvindt met respect voor de ambachtelijke tradities. Het bedrijf produceert vooral private labels en moutwijn. Onder de eigen naam worden graanjenevers als corenwijn, gewone graanjenever en jonge jenever geproduceerd. Ook worden zwak gedestilleerde jenevermixen met toegevoegd vruchtensap gemaakt in diverse smaken en mixdranken met chocolade en vanillearoma alsmede advocaat.
In 2014 zijn alle activiteiten stop gezet na een faillissement.